# Al-Qurnat as-Sauda
Der Berg al-Qurnat as-Sauda (auch Qurnat as-Sawda', Qurnat as Sawda', Qornet es Saouda oder Karnat as Sauda; arabisch القرنة السوداء, DMG al-Qurnat as-saudāʾ für Schwarzes Horn) ist 3088 m hoch und bildet den höchsten Punkt des Libanon-Gebirges und damit auch des Staates Libanon. Der Berg liegt in der Region Al Dinniyeh auf der Grenze zwischen dem Gouvernement Nord-Libanon und dem Gouvernement Baalbek-Hermel. Nebst dem eigentlichen Qurnat as-Sauda gibt es im Umkreis von 15 km mindestens drei weitere gleich benannte Nebengipfel.
Der Gipfelbereich des Qurnat as-Sauda besteht aus teils sandigen, teils steinigen flachen Kuppen. Im Sommer wird der Berg bis in den Gipfelbereich von Schafherden beweidet. Der Gipfel gilt auch als Wanderziel.
Der Gipfel kann über eine kurvenreiche Piste vom gut 20 km entfernten Sommer-Dorf Ehden aus erreicht werden. Bei gutem Wetter ist das etwa 25 km entfernte Mittelmeer zu sehen.

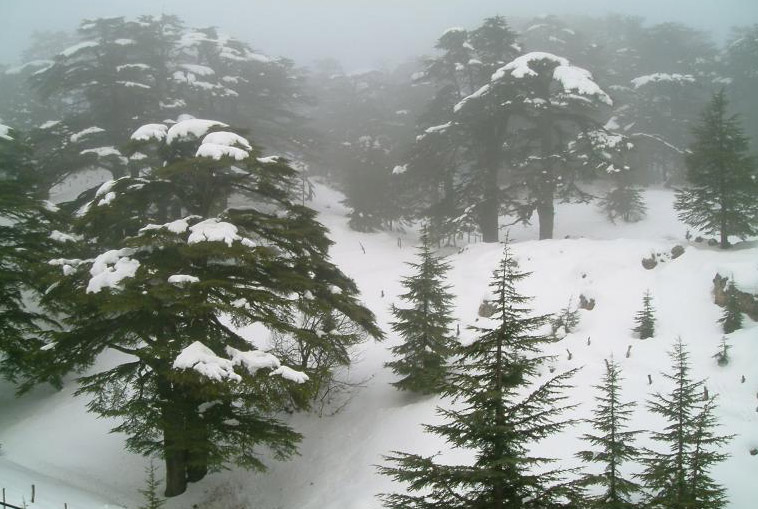
Zedern im Schnee

Während des Winters ist der Gipfel schnee- und eisbedeckt. Das Resort The Cedars wird zum Skifahren genutzt. Vier Ski- und Sessellifte führen hoch bis zum Jabal El Makmel auf 2817 m, 5 km südwestlich vom Gipfel des Qurnat as-Sauda. In der Nähe der Talstation befindet sich mit den Zedern des Herrn einer der letzten Zedernwälder des Libanon-Gebirges.